# Chiesa di Sant'Andrea Apostolo (Salorno sulla Strada del Vino)
La chiesa di Sant'Andrea Apostolo è la parrocchiale di Salorno sulla Strada del Vino, in provincia di Bolzano e diocesi di Bolzano-Bressanone; fa parte del decanato di Egna-Nova Ponente.

## Storia

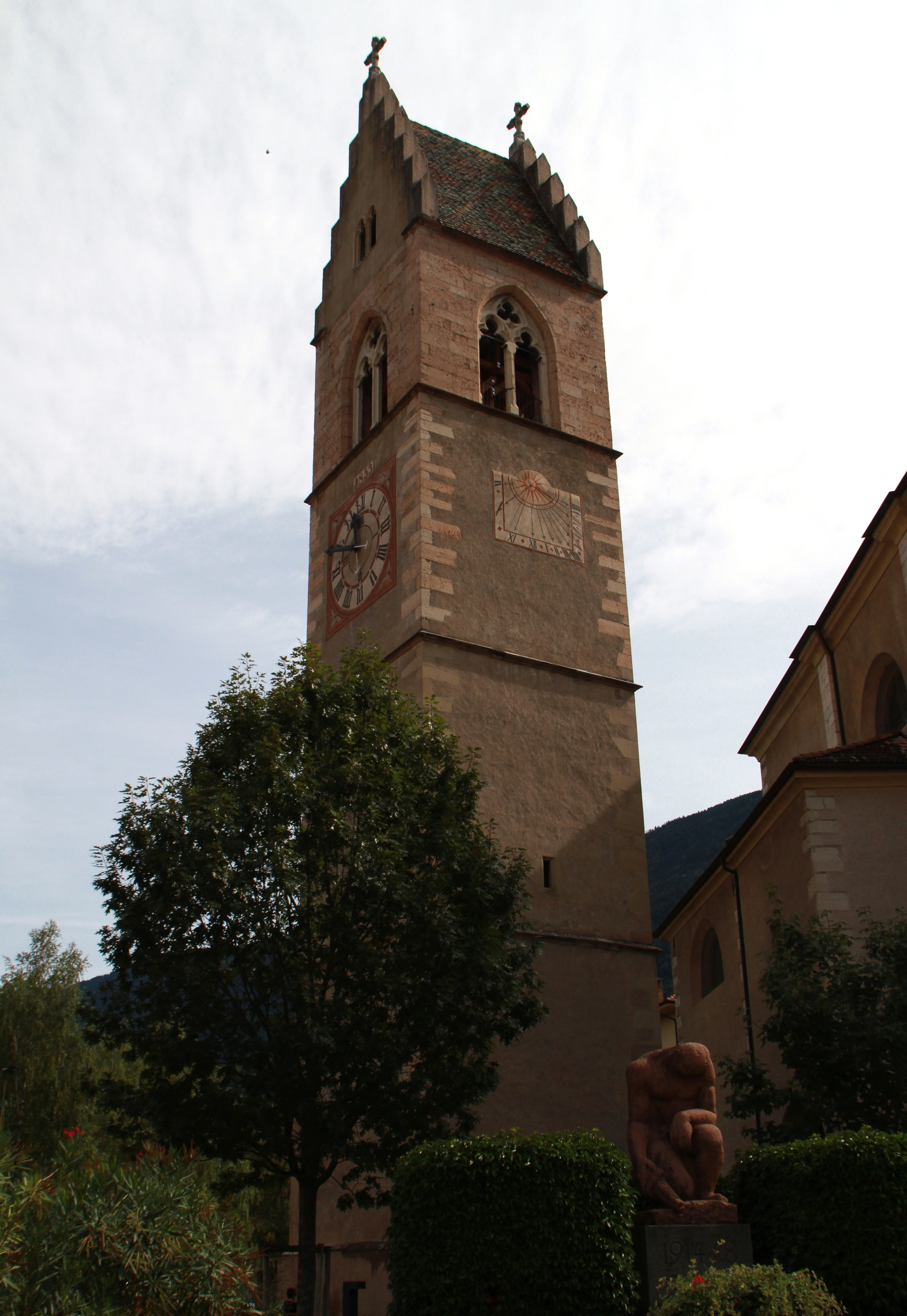
Il campanile.

La prima citazione di una cappella a Salorno sulla Strada del Vino risale al 1147.

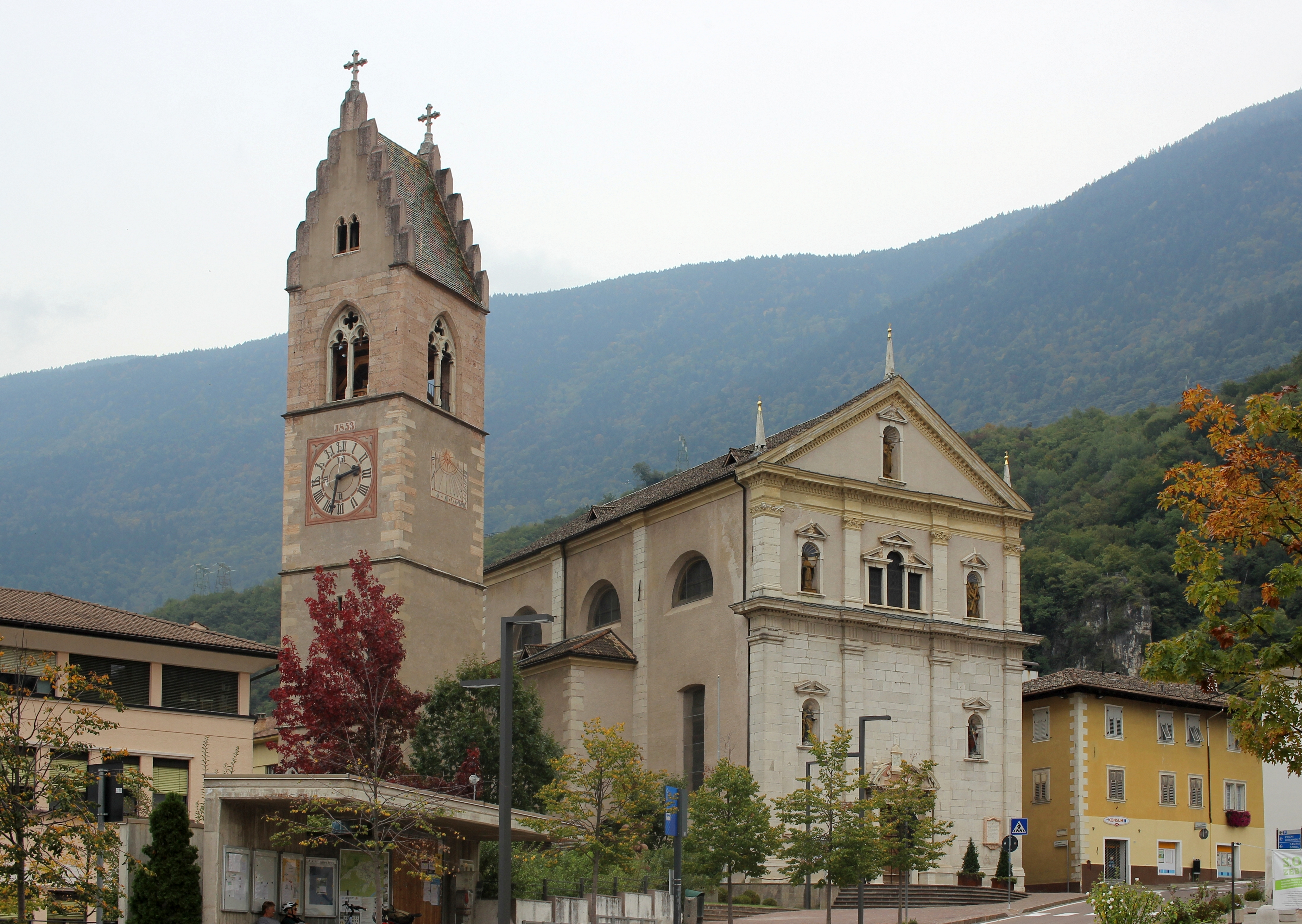
La chiesa con il campanile

Questa chiesa, che era in stile romanico, fu poi riedificata nel Quattrocento in stile tardo gotico.
La prima pietra dell'attuale parrocchiale venne posta nel 1628; l'edificio, progettato da Francesco Lucchese, fu ultimato nel 1640.

Nel 1854 venne rifatta la parte superiore del campanile.

## Descrizione

### Esterno
La facciata a capanna della chiesa presenta quattro paraste che la tripartiscono e quattro nicchie che ospitano le statue dei santi Pietro, Paolo, Andrea e Nicola; il portale maggiore è affiancato da due colonnine, mentre sopra di esso vi è, nel registro superiore, una serliana.

### Interno
All'interno della chiesa sono conservate diverse opere di pregio, tra le quali l'altare maggiore, costruito nel 1646 da Francesco Zugno e caratterizzato da colonne tortili, sul quale è posta la pala con soggetto l'Assunta, eseguita nel 1822 da Agostino Gaetano Ugolini, e la statua raffigurante la Madonna, realizzata nel XVII secolo. Due altari laterali sono opera dello scultore Oswald Krad.